# Aberystwyth Town F.C.
Aberystwyth Town F.C. (wal. Clwb Pêl-droed Tref Aberystwyth) – walijski klub piłkarski z siedzibą w mieście Aberystwyth.

## Historia
Chronologia nazw:
- 1882–1884: Aberystwyth F.C.
- od 1884: Aberystwyth Town F.C.

Klub został założony w 1882 roku jako Aberystwyth F.C. przez Arthura Hughes, syna miejscowego adwokata oraz jego braci Jacka i Hugh. Choć w mieście grali w piłkę nożną co najmniej od roku 1870, dopiero w październiku 1884 roku Arthur Hughes umieścił ogłoszenie w lokalnej prasie o zapisach do klubu Aberystwyth Town F.C. Na początku swojego istnienia zespół rozgrywał mecze towarzyskie, dopóki w 1896 roku nie przystąpił do Welsh League. Ale po roku ponownie grał tylko mecze towarzyskie. W 1904 roku został członkiem Montgomeryshire i Okręgowej Ligi, wygrywając kilka mistrzostw. Wraz z utworzeniem Welsh National League w 1921 roku klub dołączył do Centralnej Sekcji, w której zdobył mistrzostwo sześć razy w latach 20. XX wieku oraz mistrzostwo Mid-Wales League w 1933 i 1950. Również wygrał Amatorski Puchar Walii FAW Trophy w 1931 i 1933. W 1951 roku klub dołączył do Welsh League (South), choć nadal też zmagał się w Mid-Wales League, a przez pewien czas w Cambrian Coast League.
W 1963 roku Aberystwyth F.C. wrócił do Mid-Wales League, ale zdobył mistrzostwo ligi dopiero w 1984. W 1985 roku obronił tytuł mistrzowski. W 1987 roku wrócił do Welsh League (South). Trzykrotnie został wicemistrzem ligi.
W 1992 roku był członkiem założycielem Welsh Premier League. Razem z klubami Newtown A.F.C. oraz Bangor City F.C. nigdy nie spadli z niej. W 1999 i 2004 występował w Pucharze Intertoto z drużynami z Malty i Łotwy.

## Sukcesy
- Mistrzostwo Walii:
  - 3.miejsce (1): 1993
- Puchar Walii:
  - zdobywca (1): 1900
  - finalista (3): 2009, 2014, 2018
- FAW Trophy:
  - zdobywca (4): 1931, 1933, 1970, 1988
  - finalista (7): 1907, 1911, 1922, 1929, 1935, 1972, 1989

## Stadion
Park Avenue w Aberystwyth może pomieścić 5,000 widzów.

## Europejskie puchary
Legenda do wszystkich tabel:
- Q – runda eliminacyjna, 1/16, 1/8, 1/4, 1/2 – odpowiednia faza rozgrywek, Grupa – runda grupowa, 1r gr – pierwsza runda grupowa, 2r gr – druga runda grupowa, F – finał, R – runda, PO – play-off
- k. – rzuty karne, los. – losowanie, Dogr. – dogrywka, w. – zasada bramek strzelonych na wyjeździe

| Sezon   | Rozgrywki        | Runda | Przeciwnik | Dom | Wyjazd | Ogólnie |
| ------- | ---------------- | ----- | ---------- | --- | ------ | ------- |
| 1999    | Puchar Intertoto | 1R    | Floriana   | 2–2 | 1–2    | 3–4     |
| 2004    | Puchar Intertoto | 1R    | Dinaburg   | 0–0 | 0–4    | 0–4     |
| 2014/15 | Liga Europy      | 1Q    | Derry City | 0–4 | 0–5    | 0–9     |